# Calathea lasiostachya
Calathea lasiostachya là một loài thực vật có hoa trong họ Marantaceae. Loài này được Donn.Sm. mô tả khoa học đầu tiên năm 1901.